# رسة
رسة (بالعبرية: ריסה)  هي واحدة من المحطات السبعة عشر لبني إسرائيل في البرية أثناء التيه بعد خروجهم من مصر، تقع بين لبنة وقهيلاتة. ذُكرت فقط في سفر العدد الإصحاح 33 : 21، 22 أثناء ذكر محطات تيه بني إسرائل: ثُمَّ ارْتَحَلُوا مِنْ لِبْنَةَ وَنَزَلُوا فِي رِسَّةَ ثُمَّ ارْتَحَلُوا مِنْ رِسَّةَ وَنَزَلُوا فِي قُهَيْلاَتَةَ. موقعها الحالي غير معروف على وجه اليقين، لكن البعض ربطوه بكُنتلّة (جراسا) على بعد نحو 55 كلم (34 ميلًا) شمال غرب الطرف الشمالي لخليج العقبة.